# Sophia: Colección de Filosofía de la Educación
SOPHIA: Colección de Filosofía de la Educación, es una de las seis revistas científicas que publica la Universidad Politécnica Salesiana de Ecuador con frecuencia semestral desde el año 2006 sobre temas filosóficos aplicados a la educación tales como: hermenéutica, axiología, epistemología, deontología, estética, ontología, antropología filosófica, sociología.
La revista utiliza un sistema de evaluación por expertos externos. La revista se encuentra indexada en varios índices académicos.

## Historia
La revista Sophia: Colección de Filosofía de la Educación surge en el año 2006 con su primer número Epistemología de la Filosofía de la Educación. La revista emana como producto de la reflexión de un grupo de académicos de la Carrera de Filosofía y Pedagogía y a partir de entonces se renueva permanentemente para responder a las nuevas exigencias del dinamismo social.  

## Gestión
Utiliza un proceso de evaluación externa por expertos (peer-review) y de pares ciegos (double-blind review). Los manuscritos se gestionan mediante la plataforma Open Journal Sistems (OJS), un software de administración de revistas de código abierto para revistas científicas. Se publica en versión impresa con ISSN 1390-3861 y en versión digital con e-ISSN: 1390-8626, en español, inglés y portugués.